# Romanian Open 2015
Il Romanian Open 2015, conosciuto anche con il nome di BRD Năstase Țiriac Trophy 2015 per ragioni di sponsorizzazione, è stato un torneo di tennis giocato sulla terra rossa. È stata la 23ª edizione del torneo, facente parte della categoria ATP World Tour 250 series nell'ambito dell'ATP World Tour 2015. Si è giocato all'Arenele BNR di Bucarest in Romania, dal 20 al 26 aprile 2015.

## Partecipanti

### Teste di serie
| Nazionalità | Giocatore              | Ranking* | Testa di serie |
| ----------- | ---------------------- | -------- | -------------- |
| Francia     | Gilles Simon           | 13       | 1              |
| Francia     | Gaël Monfils           | 18       | 2              |
| Croazia     | Ivo Karlović           | 22       | 3              |
| Rep. Ceca   | Lukáš Rosol            | 31       | 4              |
| Spagna      | Guillermo García López | 33       | 5              |
| Serbia      | Viktor Troicki         | 37       | 6              |
| Rep. Ceca   | Jiří Veselý            | 46       | 7              |
| Italia      | Simone Bolelli         | 49       | 8              |

* Ranking al 13 aprile 2015.

### Altri partecipanti
I seguenti giocatori hanno ricevuto una wildcard per il tabellone principale:
- Marius Copil[1]
- Gaël Monfils
- Janko Tipsarević[2]

I seguenti giocatori sono passati dalle qualificazioni:

- Thomas Fabbiano
- Lorenzo Giustino
- Nikola Mektić
- Jürgen Zopp

## Punti e montepremi
Il montepremi complessivo è di 467.800 €.
| Torneo    | Torneo              | V      | F      | SF     | QF     | 2T    | 1T    | Q  | Q2  | Q1  |
| Singolare | Punti               | 250    | 150    | 90     | 45     | 20    | 0     | 12 | 6   | 0   |
| Singolare | Premi in denaro (€) | 80.000 | 42.100 | 22.800 | 12.990 | 7.655 | 4.535 | –  | 730 | 350 |
| Doppio    | Punti               | 250    | 150    | 90     | 45     | 0     | –     | –  | –   | –   |
| Doppio    | Premi in denaro (€) | 24.280 | 12.760 | 6.920  | 3.960  | 2.320 | –     | –  | –   | –   |

## Campioni

### Singolare
Guillermo García López ha sconfitto in finale  Jiří Veselý per 7–6(5), 7–6(11).
- È il quinto titolo in carriera per García-López, il secondo del 2015.

### Doppio
Marius Copil /  Adrian Ungur hanno sconfitto in finale  Nicholas Monroe /  Artem Sitak per 3–6, 7–5, [17–15].